# Drepanis
Drepanis är ett fågelsläkte i familjen finkar inom ordningen tättingar: Släktet omfattar tre arter som förekommer i Hawaiiöarna, varav två är utdöda:
- Iiwi (D. coccinea)
- Hawaiimamo (D. pacifica) – utdöd
- Svartmamo (D. funerea) – utdöd